# Living Dub Vol.6
Living Dub Vol.6 è un album di Burning Spear, pubblicato dalla Burning Music Records nel marzo del 2007. Il disco fu registrato è la versione dub dell'album Freeman pubblicato nel 2003.

## Tracce
Testi e musiche di Winston Rodney
1. Trust Dub – 3:38
2. Dub We Feel It – 4:22
3. Dub Ha Ha – 3:52
4. Dub Not Guilty – 3:46
5. Dub Rock and Roll – 4:20
6. Dub Dready – 3:23
7. Dub Is Free – 3:49
8. Dub Is What I Am – 3:47
9. Dub Rise Up – 4:06
10. Old School Dub – 3:51
11. Dub Can – 3:15
12. Dub Don't Change – 3:40

## Musicisti
- Winston Rodney - voce, percussioni, accompagnamento vocale
- Ian Coleman - chitarra, basso
- Leebert Gibby Morrison - chitarra
- Robert Brown - chitarra
- Stephen Stewart - tastiere
- Everton Gayle - sassofono
- Junior Chico Chin - tromba
- Barry Bailey - trombone
- Chris Meredith - basso
- Leroy Horsemouth Wallace - batteria
- Dillon White - batteria
- Shawn Mark Dawson - batteria
- Christopher Skyjuice Burth - percussioni
- Uziah Sticky Thompson - percussioni
- Anthony Selassie - accompagnamento vocale
- Delton Browne - accompagnamento vocale
- Jeoffrey Star Forrest - accompagnamento vocale
- Michael Lukie D Kennedy - accompagnamento vocale
- Pam Hall - accompagnamento vocale
- Paul Lymie Murray - accompagnamento vocale
- Christopher Daley - ingegnere del mixaggio
- George Marino - remasterizzazione